# Лапшин Тимофій Олексійович
Тимофій Олексійович Лапшин (3 лютого 1988, Красноярськ) — російський та південнокорейський біатлоніст. До 2017 року виступав за Росію. Чемпіон Європи серед юніорів, срібний призер чемпіонату Європи в естафеті 2011 року, призер чемпіонату світу з біатлону серед юніорів, призер етапів Кубка світу з біатлону.
У 2017 році отримав громадянство Південної Кореї та став четвертим російським біатлоністом, що перейшов до південнокорейської збірної.

## Виступи на чемпіонатах світу
| Рік  | Місце проведення | Інд | Спр | Пр | МС | Ест | ЗМ |
| 2012 | Рупольдінг       | 14  |     |    |    |     |    |

## Кар'єра в Кубку світу
Дебют Тимофія на етапах Кубка світу з біатлону відбувся на 2 етапі Кубка світу, що проходив в австрійському Гохфільцені. Він провів дві гонки показавши 23 час у спринті та 18 у гонці переслідування. Вже на 3 етапі Кубка світу, що знову, через відсутність снігу у французькому Ансі, проходив у Гохвільцені, Тимофій вперше піднявся на подіум показавши третій час у спринті. Загалом у сезоні 2011—2012 Липшин бере участь у всіх етапах, окрім 6 етапу, що проходив Антхольц-Антерсельві, показавши найкращий результат на 8 етапі Кубка світу у фінському Контіалохті — 2 місце в спринті.
- Дебют в кубку світу — 9 грудня 2011 року в спринті в Гохфільцені — 23 місце.
- Перше попадання в залікову зону — 9 грудня 2011 року в спринті в Гохфільцені — 23 місце.
- Перший подіум — 15 грудня 2011 року в спринті в Гохфільцені — 3 місце.

## Виступи на чемпіонатах Європи
| Рік  | Міце проведення     | Інд | Спр | Пр | Ест |
| 2009 | Уфа                 |     | 9   | 8  | 1   |
| 2011 | Ріднаун-Валь Рідана | 7   | 4   | 8  | 2   |

## Загальний залік у Кубку світу
- 2011–2012 — 27-е місце (315 очок)

## Статистика стрільби
| № п/п | Сезон     | Загальна         | Індивідуальна гонка | Спринт         | Гонка переслідування | Мас-старт      | Естафета    |
| ----- | --------- | ---------------- | ------------------- | -------------- | -------------------- | -------------- | ----------- |
| 1     | 2011-2012 | 86,3 % (207/240) | 90,0 % (36/40)      | 88,3 % (53/60) | 84,0 % (84/100)      | 85,0 % (34/40) | 0,0 % (0/0) |